# The Historic Collections (2003-1999)
멀티플 아티스트 김민종의 최근 발라드곡 모음집 『The Historic Collections [2003-1999]』
2000년대 영화배우와 가수를 넘나들며전성기를 구가하는 김민종의 최근 곡 모음.
가장 훌륭한 발라드 곡들로 꾸며진 CD Vol.1 - The Greatest Ballad Songs, 가장 전설적인 러브송을 들을 수 있는 CD Vol.2 – The Legendary Love Songs, 2 for 1 CD이며 플러스, 최신작 뮤직비디오 3곡의 뮤직비디오가 보너스로 들어있다.
팬들을 위한 최고의 컬렉션 『The Historic Collections [2003-1999]』
앨범명 The Historic Collections [2003-1999]
발매 2004.03.11
분류 베스트 앨범
트랙 1
The Greatest Ballad Songs
- 1-1 바보처럼
- 1-2 You're My Life
- 1-3 왜
- 1-4 야우(夜雨)
- 1-5 부탁
- 1-6 길
- 1-7 나는, 나는
- 1-8 비원 (悲願)
- 1-9 그 해 겨울
- 1-10 순수
- 1-11 난 다를 거야
- 1-12 나를 보내야

트랙 2
The Legendary Love Songs
- 2-1 나를
- 2-2 아름다운 아픔
- 2-3 하얀 그리움
- 2-4 인연(因緣)
- 2-5 Bye Bye Bye
- 2-6 그 때마다
- 2-7 해변의 그대
- 2-8 나무
- 2-9 I Don't Worry
- 2-10 HOLD ME NOW
- 2-11 또 다른 만남을 위해
- 2-12 Endless Love
- 2-13 바보처럼 M/V
- 2-14 You're My Life M/V
- 2-15 하얀 그리움 M/V